# Camptoplites lunatus
Camptoplites lunatus är en mossdjursart som beskrevs av Harmer 1926. Camptoplites lunatus ingår i släktet Camptoplites och familjen Bugulidae. Inga underarter finns listade i Catalogue of Life.